# Synema bipunctatum
Synema bipunctatum là một loài nhện trong họ Thomisidae.
Loài này thuộc chi Synema. Synema bipunctatum được Władysław Taczanowski miêu tả năm 1872.